# باخرو
باخرو (به لاتین: Bakharow) یک منطقهٔ مسکونی در افغانستان است که در ولایت بدخشان واقع شده‌است.